# Listă de insule din Insulele Feroe
Această listă cuprinde toate insulele (18) ce compun arhipelagul Feroe. Dintre acestea numai Lítla Dímun este nelocuită.
- Borðoy (Bordoy)
- Eysturoy
- Fugloy
- Hestur
- Kalsoy
- Koltur
- Kunoy
- Lítla Dímun
- Mykines
- Nólsoy
- Sandoy
- Skúvoy
- Stóra Dímun
- Streymoy
- Suðuroy (Suduroy)
- Svínoy
- Vágar
- Viðoy (Vidoy)